# Ditylomorphula crinita
Ditylomorphula crinita es una especie de coleóptero de la familia Oedemeridae.

## Distribución geográfica
Habita en Sudáfrica.